# Azanus moriqua
The Black-Bordered Babul Blue hoặc Thorn-tree Blue (Azanus moriqua) là một loài bướm ngày thuộc họ Lycaenidae. Nó được tìm thấy ở the Afrotropic ecozone.
Sải cánh dài 19–24 mm đối với con đực và 19–25 mm đối với con cái. Loài bướm này bay quanh năm but mainly between tháng 9 và tháng 5.
Ấu trùng ăn Acacia species.